# The Babyshakers
The Babyshakers is een Nederlandse skaband opgericht in 2000.

## Biografie
The Babyshakers is opgericht in 2000 door Mark Foggo, André Stuivenberg (Mr. Review), René Beaart (The Mighty Jackals) en Anna Wodka (The Serial Skankers). Hun mengeling van ska en rock-'n-roll was in het seizoen 2000-2001 te horen op podia in Nederland, Frankrijk, Italië, Spanje en Duitsland. In 2001 kwam de lp Shake The Baby uit via het label Skanky'Lil Records.

## Leden
- Anna Wodka - contrabas
- René Beaart - drums
- André Stuivenberg - keyboard
- Mark Foggo - gitaar, zang

## Discografie
- 2001 - Shake The Baby (cd/lp Skanky'Lil Records)